# Rayonier
Rayonier ist ein internationales Forstwirtschaftsunternehmen mit Grundbesitz. Das Unternehmen bewirtschaftet eine Fläche von 2,5 Millionen Hektar Wald, wovon  der Hauptteil im Süden der USA liegt und weitere Gebiete im Nordwesten der USA sowie Teil eines Gemeinschaftsunternehmens in Neuseeland sind. An diesem Gemeinschaftsunternehmen Matariki Forestry Group hält Rayonier einen Anteil von 77 Prozent.

## Geschichte
Rayonier wurde 1926 unter dem Namen Rainier Pulp and Paper Company in Shelton (Washington) gegründet. Der Name bezog sich auf den Mount Rainier im Bundesstaat Washington im Nordwesten der USA. Rainier Pulp and Paper begann 1931 eine Zusammenarbeit mit der Chemiefirma DuPont de Nemours, um Zellulose für die Herstellung von Rayon zu liefern. Daraufhin änderte der Firmenname auf Rayonier als Kombination von Rayon und Rainier. Ab 1937 wurden deren Aktien an der New York Stock Exchange (NYSEC) gehandelt.
Das Konglomerat ITT kaufte Rayonier in 1968 und nannte diese Tochterfirma nun ITT Rayonier. Nachdem Holzhandelsstellen in aller Welt eröffnet wurden, kam 1988 ein solcher Handelsstandort in Neuseeland dazu. Ein erster Kauf von Wald erfolgte dort 1992. ITT brachte Rayonier 1994 wieder an die Börse und trennte sich so von diesem Geschäftszweig. Durch Zukäufe von Waldflächen in den Bundesstaaten Florida, Georgia und Alabama verlagerte sich der Tätigkeitsschwerpunkt der Firma in den Südosten der USA. Deshalb wurde der Geschäftssitz nach Florida verlegt.
Rayonier wählte 2004 die Unternehmensform eines REITs nach US-Recht.
In den Jahren 2013 und 2014 konzentrierte sich Rayonier auf die Forstbewirtschaftung, indem sie Sägewerke verkaufte und die Verarbeitung von Zellstoff in die neue Firma Rayonier Advanced Materials Inc. (NYSE: RYAM) ausgliederte.
Eine bedeutende Akquisition war 2020 der Kauf von Pope Resources im Nordwesten der USA, um in jenem Gebiet die Forstflächen zu vergrößern.

## Geschäftsbereiche
- Holzverkauf (77 % des Umsatzes von 2022)
- U.S. Immobilien (15 % des Umsatzes von 2022)
- Handel (8 % des Umsatzes von 2022).[2]